# Dobla

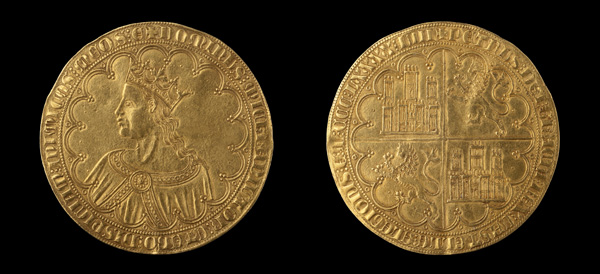
Gran Dobla de Pere I de Castella

La dobla era la moneda d'or bàsica en el sistema monetari almohade i va ésser introduïda al segle xii.
Pesava 4,6 grams i equivalia a 2 masmudines.
A Catalunya es feren imitacions de la masmudina.